# Beth Smith
Beth Smith (née Sanchez) es uno de los personajes principales de la serie animada de televisión estadounidense Rick y Morty. Creada por Justin Roiland y Dan Harmon, Beth es una veterinaria especializada en cirugía de caballos, que se ve afectada por una profunda sensación de insatisfacción con su vida, derivada de su creencia de que se ha «estancado» en su matrimonio, familia y trabajo, llevándola a aceptar a su padre en su hogar después de que él la abandonó cuando era adolescente. Conocida por su personalidad egoísta y humorística, alcoholismo y abrasividad cuando es criticada, el personaje ha sido bien recibido. Es la hija sensata y asertiva del científico loco Rick Sánchez, madre de Morty y Summer Smith, esposa de Jerry Smith y abuela de Naruto y Morty Smith Jr.
Tras el abandono de la realidad original de Rick y Morty en el episodio de la primera temporada «Rick Potion #9», se introduce una nueva Beth idéntica a la original; la Primer Beth original aparece posteriormente gobernando un páramo postapocalíptico con los Jerry y Summer originales en el episodio de la tercera temporada «The Rickshank Rickdemption» y en el arco de la serie de cómics Rick and Morty «Look Who's Cronenberging Now», antes de morir por enfermedad antes de los acontecimientos del estreno de la sexta temporada «Solaricks». Tras los acontecimientos de «The ABC's of Beth», en los que Beth se enfrenta a compartir la sociopatía de su padre, Rick crea un clon de Beth y envía a uno de los dos al espacio; se deja ambiguo si la recién llamada Beth del espacio es el clon o la original tras la presentación oficial del personaje en «Star Mort Rickturn of the Jerri».La descripción del personaje de Beth del espacio en la actualización de Pocket Mortys que acompañó al lanzamiento del episodio en Adult Swim la identifica inicialmente como Beth clonada, a pesar de que el propio episodio no confirma si ella o Beth es el clon; ambas Beths y Jerry forman más tarde un trío en el episodio de la sexta temporada «Bethic Twinstinct». En «Rickmurai Jack», se revela que la Beth original de Rick, Beth C-137, fue asesinada cuando era una niña junto con su madre Diane, y que Rick pasó las siguientes décadas buscando a su asesino en el multiverso, eligiendo finalmente mudarse con la versión adulta de Beth y su familia de la realidad nativa de su objetivo. El personaje es interpretado por Sarah Chalke y por Whitney Avalon en un vídeo musical promocional de la tercera temporada.

## Biografía
La hija original de Rick C-137, Beth, murió cuando era una niña. Más tarde, Rick se estrella en un hogar alternativo de los Smith que tiene a la Beth principal de la serie.  Esta Beth fue abandonada por su Rick hace unos 20 años. Esta Beth tiene 34 años y es veterinaria equina («doctora de caballos») en el Hospital St. Equis; posteriormente, Rick abandona la realidad de esta Beth en «Rick Potion #9» por otra idéntica, llevando a Morty con él. Varios episodios tratan de la insatisfacción de Beth con su vida, ya que quería convertirse en una cirujana «de verdad» antes de quedarse embarazada de su hija Summer a los 17 años. Beth es representada como imperturbable por las tendencias destructivas y peligrosas de su padre Rick en torno a su hijo Morty. Ella, desde la infancia, ve a Rick más favorablemente que a su madre debido a su separación paterna, a pesar de que Rick la abandonó cuando tenía 15 años. De niña, se describe a Beth como una persona con rasgos de personalidad sociopática; tras la clonación del personaje, en el final de la cuarta temporada se muestra a la aventurera espacial «Beth del espacio» como la líder del movimiento de resistencia «The Defiance» contra el gobierno de la Federación Galáctica. En «Rickternal Friendshine of the Spotless Mort», el recuerdo que Birdperson tiene de Rick afirma que su Beth original está muerta. Lo cual se confirma en «Rickmurai Jack», con la parte de la historia de origen de Rick presentada en «The Rickshank Rickdemption» (que describe la muerte de ella y Diane) que ha sido cierta. En «Bethic Twinstinct» Beth y Jerry comienzan una relación poliamorosa con «Beth del espacio», después de que ambas Beths tuvieran una serie de aventuras en Acción de Gracias debido a la ingesta de vino venusiano (poción de amor).

## Desarrollo
El creador de la serie, Justin Roiland, ha observado que Beth fue desarrollada como un personaje cuyo comportamiento permitiría de forma realista que Rick fuera capaz de llevar a Morty en sus aventuras a pesar de sus propios recelos, describiéndola como alguien que «fetichiza la excepcionalidad». Cree que Rick, «por muy loco que esté, es el mejor de sus dos padres, a pesar de que fue criada por su madre y de que culpa a su madre de su falta de relevancia por la marcha de su padre, y hará cualquier cosa para que su padre vuelva a estar en su vida». Abordando la continua búsqueda «insana» de Beth de la aprobación de su padre en una entrevista con HitFix, Dan Harmon declaró que:
«Los niños a veces pueden idolatrar a su peor progenitor y culpar a su progenitor solidario por haber echado al padre con agallas para irse. ...Ella cree que Rick, por muy loco que esté, es el mejor de sus dos padres, aunque fue criada por su madre y culpa a la falta de protagonismo de su madre de la marcha de su padre y hará cualquier cosa para que su padre vuelva a estar en su vida».
Al abordar la introducción de la Beth del espacio en la cuarta temporada en comparación con la Beth original, Sarah Chalke elogió la «dinámica realmente interesante» entre los personajes, expresando su interés en que las futuras temporadas de la serie muestren «todas las cosas que solía hacer [cuando era niña], como obligar a Rick a hacerle pinzas para el pelo de control mental para que la gente la quisiera. Verla comportarse como Rick a una edad tan temprana sería muy divertido».

## Recepción

### Crítica
El personaje ha recibido una acogida positiva. Inverse elogió la caracterización de Beth en «The ABCs of Beth» en comparación con «Pickle Rick», y «la obvia realización que Beth finalmente vocaliza: Se ha pasado años adorando a su padre y tratando de hacer siempre lo correcto. Pero se da cuenta de que él es una persona terrible, y ella es exactamente como él». Screen Rant también describió «la relación padre-hija entre Beth Smith y Rick Sánchez [como] una de las relaciones más profundas y complicadas exploradas en la serie, con la historia entre estos dos miembros de la familia que se extiende durante bastante tiempo», además de elogiar su relación con Beth del espacio en la cuarta temporada, clasificando a Beth como el segundo mejor arco de personaje de la serie detrás de Rick.